# Успенское (Тверская область)
Успе́нское — посёлок сельского типа в Ржевском районе Тверской области. Центр сельского поселения „Успенское“.

## География
Находится в 12 километрах к северо-востоку от города Ржева, рядом с автодорогой «Ржев — Тверь», на реке Мерзкая. За рекой — деревня Гляденово, севернее неё железнодорожная станция Есиповская.

## История
В конце XIX века дворянская усадьба Успенское относилась к Масловской волости Ржевского уезда Тверской губернии. Принадлежала помещикам Транковским. В 1883 в усадьбе 7 жилых, 12 нежилых построек, проживало 25 рабочих. В 1919 году Успенское центр одноимённого сельсовета Глебовской волости Ржевского уезда, в бывшем имении — коммуна (140 жителей), школа 2-й ступени. По переписи 1920 года здесь 11 дворов, 35 жителей.
В 1930-е годы на месте усадьбы — Машинно-тракторная станция. В 1940 году Успенское центр Красногорского сельсовета Ржевского района Калининской области.
В 1997 году — 153 хозяйства, 434 жителя, администрация сельского округа, контора совхоза «Мирный», неполная средняя школа, ДК, библиотека, медпункт, отделение связи, магазин.

## Население
| 1997 | 2002 | 2010 |
| ---- | ---- | ---- |
| 434  | ↘420 | ↘397 |